# Mohammed al-Suleimani
Mohammed al-Suleimani (* 29. März 2001) ist ein omanischer Leichtathlet, der sich auf den Mittelstreckenlauf spezialisiert hat.

## Sportliche Laufbahn
Erste Erfahrungen bei internationalen Meisterschaften sammelte Mohammed al-Suleimani 2017 bei den Jugendasienmeisterschaften in Bangkok, bei denen er im 2000-Meter-Hindernislauf in 6:13,33 min die Bronzemedaille gewann. Damit qualifizierte er sich auch für die U18-Weltmeisterschaften in Nairobi, bei denen er in 5:59,72 min auf Rang zehn gelangte. Im Jahr darauf nahm er an den Olympischen Jugendspielen in Buenos Aires teil, konnte dort sein erstes Rennen aber nicht beenden und trat zum zweiten Bewerb daher nicht mehr an. 2019 gelangte er bei den Asienmeisterschaften in Doha im 800-Meter-Lauf bis in das Halbfinale, in dem er mit 1:52,21 min ausschied. Zudem schied er über 1500 Meter mit 4:01,70 min im Vorlauf aus. Anschließend erfolgte die Teilnahme an der Sommer-Universiade, bei der er im 400-Meter-Lauf mit 49,29 s in der ersten Runde ausschied, wie auch über 800 Meter mit 1:52,27 min. Über 800 Meter qualifizierte er sich zudem für die Weltmeisterschaften in Doha, bei denen er mit 1:50,91 min im Vorlauf ausschied. 2022 gelangte er bei den Islamic Solidarity Games in Konya mit 1:50,02 min auf Rang acht. Im Jahr darauf erreichte er bei den Arabischen Meisterschaften in Marrakesch mit 1:51,25 min Rang neun und wurde anschließend bei den Panarabischen Spielen in Algier in 1:51,72 min Siebter. Daraufhin schied er bei den Asienmeisterschaften in Bangkok mit 1:50,54 min im Vorlauf aus, wie auch bei den World University Games in Chengdu mit 1:52,86 min. 2025 belegte er bei den Arabischen Meisterschaften in Oran in 4:14,94 min den sechsten Platz über 1500 Meter und Ende Mai schied er bei den Asienmeisterschaften in Gumi mit 1:50,90 min und 3:54,61 min jeweils in der Vorrunde über 800 und 1500 Meter aus. Anschließend kam er bei den World University Games in Bochum mit 3:48,98 min nicht über den Vorlauf über 1500 Meter hinaus und schied über 800 Meter mit 1:50,29 min im Halbfinale aus.

## Persönliche Bestzeiten
- 400 Meter: 49,29 s, 8. Juli 2019 in Neapel
- 800 Meter: 1:48,45 min, 30. Juni 2022 in Stockholm
- 1500 Meter: 3:48,98 min, 22. Juli 2025 in Bochum
- 3000 m Hindernis: 9:41,53 min, 6. April 2018 in Kuwait (omanischer U20-Rekord)